# FC Gifu
Il Football Club Gifu (FC岐阜?, Efushī Gifu), meglio noto come FC Gifu, è una società calcistica giapponese con sede nella città di Gifu. Milita nella J3 League, la terza divisione del campionato giapponese.

## Storia
Prima della nascita della J League la città e la prefettura di Gifu erano rappresentate dalla squadra aziendale "Seino Unyu (Transportation) Co.", che venne retrocessa dalla vecchia JFL nel 1997 e si sciolse poco dopo.
L'odierna squadra di Gifu venne fondata nel 2001 (l'ultimo allenatore del Seino fu tra i fondatori, e un ex giocatore del Seino, Takashi Umeda, è stato acquistato dal club dopo aver militato per un decennio nell'Oita Trinita). Il club venne promosso in Japan Football League nel 2007 dopo aver battuto nello spareggio il Honda Lock S.C..
Il club arrivò terzo in JFL nella stagione 2007, venendo promosso in J. League Division 2 nella stagione 2008.

## Organico

### Rosa 2022
Rosa aggiornata al 4 settembre 2022.
| N. |                     | Ruolo | Calciatore          |
| -- | ------------------- | ----- | ------------------- |
| 1  | Giappone (bandiera) | P     | Michiya Okamoto     |
| 2  | Brasile (bandiera)  | D     | Leandro Freire      |
| 3  | Giappone (bandiera) | D     | Stevia Egbus Mikuni |
| 4  | Giappone (bandiera) | D     | Wataru Hashimoto    |
| 5  | Brasile (bandiera)  | D     | Henik               |
| 6  | Giappone (bandiera) | D     | Kazuya Okamura      |
| 7  | Giappone (bandiera) | A     | Tōma Murata         |
| 8  | Giappone (bandiera) | A     | Ryō Kubota          |
| 9  | Giappone (bandiera) | A     | Hirofumi Yamauchi   |
| 10 | Giappone (bandiera) | C     | Yoshihiro Shōji     |
| 11 | Giappone (bandiera) | C     | Ryōhei Yoshihama    |
| 14 | Giappone (bandiera) | C     | Takuya Honda        |
| 15 | Giappone (bandiera) | A     | Jun'ya Tanaka       |
| 16 | Giappone (bandiera) | A     | Yūta Togashi        |
| 17 | Giappone (bandiera) | D     | Takumi Fujitani     |
| 18 | Giappone (bandiera) | D     | Kōhei Hattori       |

| N. |                     | Ruolo | Calciatore         |
| -- | ------------------- | ----- | ------------------ |
| 19 | Giappone (bandiera) | P     | Kazushige Kirihata |
| 21 | Giappone (bandiera) | P     | Takuya Matsumoto   |
| 22 | Giappone (bandiera) | D     | Tetsuya Funatsu    |
| 23 | Giappone (bandiera) | C     | Ryōtarō Ōnishi     |
| 25 | Giappone (bandiera) | C     | Yoshiatsu Oiji     |
| 26 | Giappone (bandiera) | D     | Arata Koyama       |
| 29 | Giappone (bandiera) | C     | Ayumu Matsumoto    |
| 30 | Giappone (bandiera) | C     | Tomoya Ugajin      |
| 31 | Giappone (bandiera) | P     | Ono Chol-hwan      |
| 32 | Giappone (bandiera) | C     | Akira Yamauchi     |
| 38 | Giappone (bandiera) | A     | Kōsuke Fujioka     |
| 39 | Giappone (bandiera) | A     | Junki Hata         |
| 42 | Giappone (bandiera) | C     | Yōsuke Kashiwagi   |
| 44 | Giappone (bandiera) | C     | Daisuke Kikuchi    |
| 45 | Giappone (bandiera) | A     | Charles Nduka      |
| 51 | Giappone (bandiera) | A     | Daisuke Ishizu     |